# Diplectrona metaqui
Diplectrona metaqui là một loài Trichoptera trong họ Hydropsychidae. Chúng phân bố ở miền Tân bắc.